# Teodor Dunin
Teodor Dunin (ur. 1 kwietnia 1854 w Wygnanowie, zm. 16 marca 1909 w Warszawie) – polski lekarz internista i działacz społeczny.

## Życiorys
W 1870 ukończył gimnazjum w Pińczowie i rozpoczął studia na Wydziale Lekarskim Uniwersytetu Warszawskiego, do grona jego wykładowców należeli Włodzimierz Brodowski, Henryk Fryderyk Hoyer i Feliks Nawrocki. W 1876 otrzymał dyplom lekarski cum eximia laude, a następnie został asystentem w klinice Jana Lewińskiego. W 1880 rozpoczął pracę w Szpitalu Dzieciątka Jezus, gdzie cztery lata później został wybrany na ordynatora oddziału wewnętrznego. W 1881 uzyskał stopień doktora medycyny przedstawiając rozprawę na temat patologii nerek. W 1884 po zatargu z duchowym prawosławnym został czasowo zawieszony w sprawowanej funkcji, w związku z tym wyjechał do Paryża, gdzie otrzymał etat w klinice lekarskiej Jeana-Martina Charcota. Współpracował tam z Władysławem Matlakowskim, Alfredem Sokołowskim, Edmundem Biernackim i Władysławem Krajewskim. Po powrocie w 1886 ponownie piastował funkcję ordynatora, na oddziale stworzył pracownię naukową, gdzie prowadzono badania chemiczne, bakteriologiczne i doświadczalne. Dużą część wyposażenia zakupił z własnych funduszy. Przez osiem lat współpracował z Gazetą Lekarską i był redaktorem dodatku „Odczyty kliniczne”. Po 1890 odbył wiele podróży po europejskich ośrodkach leczenia sanatoryjnego, gdzie poznał ideę leczenia gruźlicy wśród niższych warstw społecznych. Swoje wnioski i obserwacje przedstawił wygłaszając 20 stycznia 1899 w Towarzystwie Higienicznym referat dotyczący otwierania prywatnych sanatoriów, które powinny być finansowane w drodze bezinteresownej działalności społecznej. Jako prezes Wydziału Szpitalnego Warszawskiego Towarzystwa Higienicznego zainicjował w 1902 zbiórkę funduszy na budowę zakładu leczniczego dla chorych na gruźlicę w Rudce pod Warszawą. Grunty podarował hrabia Stanisław Sebastian Lubomirski, a w efekcie głośnej akcji propagandowej środki zebrano od warszawskiej arystokracji. Pierwsza część sanatorium została uruchomiona w 1908, niecały rok później Teodor Dunin zmarł w wyniku choroby nowotworowej. Pochowany na cmentarzu Powązkowskim w Warszawie (kwatera 36-3-30).

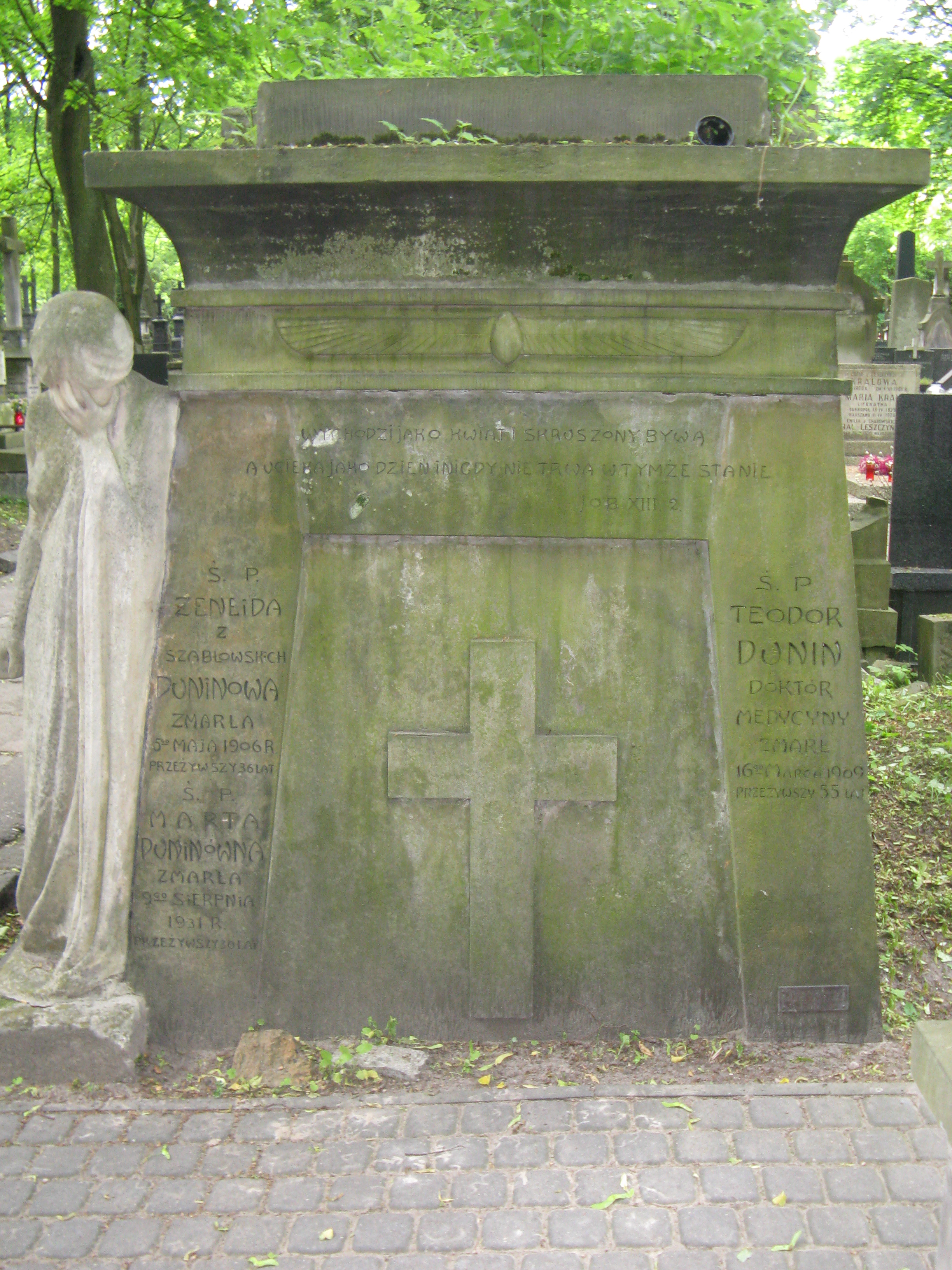
Nagrobek Teodora Dunina na cmentarzu Powązkowskim

## Dorobek naukowy
Zajmował się chorobami wewnętrznymi, patologią i bakteriologią.
Podczas trzydziestu trzech lat praktyki był autorem siedemdziesięciu trzech prac naukowych, między innymi:
- Niedokrwistość postępująca złośliwa (1878)
- Spostrzeżenia nad epidemią tyfusu powrotnego (1880)
- Poszukiwania patologiczne nad zapaleniem nerek (1881)
- O zmianach anatomicznych w płucach przy ucisku (1884)
- O przyczynie zapaleń ropnych i zakrzepów żył (1885)
- Choroba Weila (1888)
- Neurastenia peryodyczna (1898)
- O zastosowaniu lewara do wypuszczania płynów z worka opłucnowego

## Członkostwo
- Towarzystwo Lekarskie Warszawskie, od 1879 członek, od 1902 prezes;
- prezes Wydziału Szpitalnego Warszawskiego Towarzystwa Higienicznego;
- Stowarzyszenia Lekarzy Polskich, od 1906 prezes;
- Towarzystwo Naukowe Warszawskie, od 1908 członek.